# Ceratitis pinax
Ceratitis pinax är en tvåvingeart som beskrevs av Munro 1933. Ceratitis pinax ingår i släktet Ceratitis och familjen borrflugor. Inga underarter finns listade i Catalogue of Life.